# Siebengebirge (Schiff, 2015)
Die Siebengebirge ist eine Autofähre der Fährgesellschaft Honnef Pool. Sie verbindet das linke mit dem rechten Rheinufer zwischen Rolandseck und Bad Honnef und löste die vormalige und namensgleiche Fähre Siebengebirge aus dem Jahre 1969 ab.

## Geschichte und Einsatz

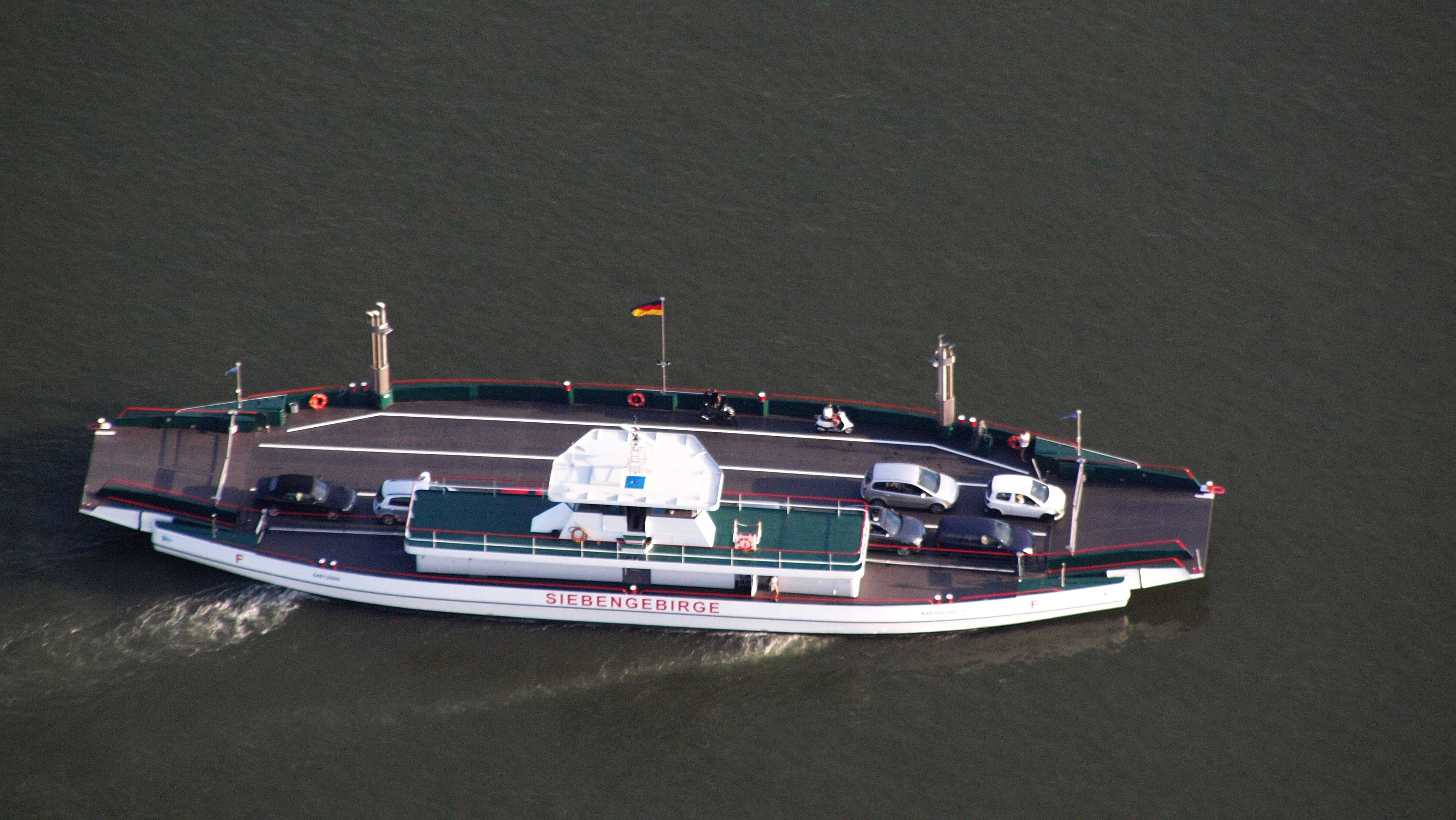
Siebengebirge (Schiff, 2015)

Das auf der Lux-Werft in Mondorf gebaute Schiff wurde am 3. Juli 2015 getauft. Am 10. Juli 2015 wurde die erste Linienfahrt durchgeführt.

## Konstruktion
Die neue Fähre ist mit einer Länge von 50 Metern und 14 Meter Breite erheblich größer als das Vorgängerschiff. Sie ist für 250 Personen zugelassen und hat eine Transportkapazität von 21 Fahrzeugen. Damit kann das Fahrzeugaufkommen effizienter als bisher bewältigt werden. Die im Vergleich zum Vorgängerschiff breiteren Ladeklappen machten die Verbreiterung der vorhandenen Fähranlegestellen erforderlich, was Anfang Juli 2015 erfolgte. Die Fähre ist mit einem neuen Antriebskonzept ausgerüstet, das aus zwei diagonal angebrachten Schottel-Ruderpropellern und zwei in der vorderen Schiffshälfte backbord und steuerbord eingebauten Pumpjets besteht.
Der Rumpf ist vollständig geschweißt und durch Schotten in wasserdichte Abteilungen unterteilt. Die Siebengebirge wird von vier Dieselmotoren mit zusammen 842 kW über zwei Schottel-Ruderpropeller und zwei Schottel-Pumpjet angetrieben. Die Antriebe wurden an den Schiffsenden jeweils diagonal angeordnet.
Im Vergleich zur Vorgängerfähre, der alten Siebengebirge (Schiff, 1969), ist das Deck für Fahrzeuge und Personen aufgeteilt worden. Die Fußgänger gelangen nun über einen eigenen, parallel zu den Fährklappen verlaufenden Zugang auf und von der Fähre.
Das Deckshaus der Fähre ist zweigeteilt und bietet in der Mitte einen Durchgang auf das Fahrzeugdeck, der aber nur vom Fährpersonal genutzt werden darf. Die beiden Maschinenräume bzw. Zugänge tragen die Bezeichnung „Bad Honnef“ und „Rolandseck“. Es gibt einen Fahrgastraum, einen Aufenthaltsraum und ein WC für die Mitarbeiter der Fähre. Der Steuerstand wurde mittig auf das Deckshaus aufgesetzt. Es verfügt über einen inneren Zugang (Treppe durch den Aufenthaltsraum) und über einen Zugang (Schiebetür) vom oberen Deck aus. Auf das obere Deck gelangt man aber auch über eine Notleiter mit Bodenluke.

## Trivia
Wie auch auf der alten Fähre Siebengebirge, befindet sich eine kleine Heiligenstatue in einer Nische über dem Fahrzeugdeck.